# Wrapped in Red (singel Kelly Clarkson)
„Wrapped in Red” − singel amerykańskiej piosenkarki Kelly Clarkson z jej szóstego albumu studyjnego Wrapped in Red (2013). Utwór został napisany przez Clarkson, Ashley Arrison, Aben Eubanks, Shane McAnally, a wyprodukowany przez Grega Kurstina. Piosenka jest o tematyce bożonarodzeniowej i została wydana jako drugi singiel promujący świąteczną płytę Clarkson Wrapped in Red.

## Informacje o utworze
„Wrapped in Red” to soul-popowa świąteczna ballada. To jeden z pięciu oryginalnych utworów nagranych na album Wrapped in Red i wyprodukowanych przez Grega Kurstina. Autorami piosenki są Kelly Clarkson, Ashley Arrison, Aben Eubanks i Shane McAnally. Clarkson wyznała, że tekst utworu nawiązuje do sceny z filmu To właśnie miłość, gdzie Mark wyznaje Juliet swoją uczucia. Tytuł piosenki odnosi się do koloru czerwonego, który nie tylko kojarzy się z Bożym Narodzeniem, ale wyraża wiele emocji takich jak miłość, ból, piękno.

## Teledysk
Oficjalny teledysk do utworu „Wrapped in Red” miał swoją premierę 25 listopada 2014 roku na Amazon.com Teledysk jest utrzymany w stylu vintage. W klipie widać piosenkarkę śpiewającą utwór na trzech różnych tłach - białym, czerwonym i ciemnym, symbolizujących klimat utworu. Sceny te są przeplatane z materiałami filmowymi z dzieciństwa Clarkson z okresu Świąt Bożego Narodzenia.

## Pozycje na listach
| Notowanie (2013-15)                           | Najwyższa pozycja |
| --------------------------------------------- | ----------------- |
| Kanada (Billboard Canadian AC)                | 10                |
| Korea Południowa (GAON International Singles) | 43                |
| USA (Billboard Holiday Digital Songs)         | 8                 |
| USA (Billboard Adult Contemprary)             | 2                 |